# كريستينا ملادينوفيتش
كريستينا ملادينوفيتش (بالفرنسية: Kristina Mladenovic)‏ مواليد 14 مايو 1993 في فرنسا، هي لاعبة كرة مضرب فرنسية تلعب باليد اليمنى بدأت مسيرتها كمحترفة عام 2009 وتحتل حالياً المرتبة 37 (22 يونيو 2015) في تصنيف رابطة محترفات كرة المضرب. كما أنها إحدى بطلات الجراند سلام. شاركت في دورة الألعاب الأولمبية الصيفية.

## بطولات حققتها
- بطولة ويمبلدون
- بطولة أستراليا المفتوحة للتنس

## روابط خارجية
- كريستينا ملادينوفيتش على موقع رابطة محترفات التنس (الإنجليزية)
- كريستينا ملادينوفيتش على موقع الاتحاد الدولي لكرة المضرب (الإنجليزية)
- كريستينا ملادينوفيتش على موقع كأس بيلي جين كينغ (الإنجليزية)
- كريستينا ملادينوفيتش على موقع بطولة ويمبلدون (الإنجليزية)
- كريستينا ملادينوفيتش على موقع خلاصة التنس.كوم (الإنجليزية)
- كريستينا ملادينوفيتش على موقع إي إس بي إن.كوم (الإنجليزية)
- كريستينا ملادينوفيتش على موقع اللجنة الأولمبية الدولية (الإنجليزية)
- كريستينا ملادينوفيتش على موقع أوليمبيديا (الإنجليزية)
- كريستينا ملادينوفيتش على موقع اللجنة الأولمبية الفرنسية (مؤرشف) (الفرنسية)